# José Santa
José Fernando Santa Robledo (Medellín, 1970. szeptember 12. –), kolumbiai válogatott labdarúgó.
A kolumbiai válogatott tagjaként részt vett az 1992. évi nyári olimpiai játékokon, az 1995-ös és az 1997-es Copa Américán, illetve az 1998-as világbajnokságon.

## Sikerei, díjai
Atlético Nacional
- Kolumbiai bajnok (2): 1991, 1994
- Copa Libertadores (1): 1989
- Copa Interamericana (2): 1989, 1995

Kolumbia
- Copa América bronzérmes (1): 1995